# Louis Nolan
Louis Edward Nolan (4 de enero de 1818 - 25 de octubre de 1854) fue un oficial del ejército británico y táctico de caballería principalmente conocido por su papel en la guerra de Crimea, y más concretamente por su papel en una acción militar conocida como «la carga de la Brigada Ligera», en el curso de la cual perdió la vida. Hijo de un funcionario diplomático de menor importancia, Nolan fue educado en la austrohúngara Escuela Pioneer Inhaber, en Tulln, donde se destacó como un jinete entusiasta y teórico militar. Después de su graduación sirvió como subalterno en el 10.º regimiento de Húsares de Austria, sirviendo en Austria, Hungría y en la frontera polaca, donde una vez más se hizo conocido por su equitación y fue ascendido a teniente mayor. Más tarde logró trasladarse al ejército británico como corneta en el 15.º de Dragones Ligeros.
Más tarde sirvió en la India como maestro de equitación de regimiento y ayudante de campo del general George Berkeley, comandante en jefe en Madras, donde fue nombrado capitán en 1850. De regreso a Gran Bretaña en 1851 escribió dos libros sobre la equitación y la teoría de la caballería, por lo que fue aclamado y llevó al ejército británico a la adopción de una silla de montar diseñada por Nolan. Como confianza en cuestiones de caballería, fue enviado al Medio Oriente en los primeros días de la guerra de Crimea. Al servicio del general Richard Airey, en este rol entregó la orden que llevó a la desastrosa carga de la Brigada Ligera.
Un alto porcentaje de los soldados de la Brigada Ligera murieron, fueron heridos, capturados o dejados fuera de servicio, incluyendo a Nolan, quien fue la primera víctima de la carga. En los relatos contemporáneos se culpó a Nolan por no comunicar correctamente el pedido, ya sea accidental o deliberadamente, mientras que algunos historiadores modernos comparten la culpa también con Lord Raglan, líder de las fuerzas británicas en la guerra de Crimea, y la caballería al mando de Lord Lucan.

## Guerra de Crimea
Con el pronto comienzo de la Guerra de Crimea, el ejército británico necesitaba obtener alguna buena caballería en Turquía, porque enviar caballos desde Gran Bretaña era lento y caro, y muchos podrían morir en el camino. Alternativamente, los caballos se podían comprar en el Medio Oriente, si se podía identificar a los adecuados. El Duque de Newcastle, secretario de Estado para la guerra, necesitaba un oficial de caballería con experiencia para llevar a cabo tal búsqueda; con la reputación reciente de Nolan fue la elección lógica, por lo que fue dado de baja del 15.º de Húsares y hecho ayudante de campo de general Richard Airey, con un pasaporte de "servicio especial", viajó a Constantinopla. Su llegada a la península de Crimea se produjo junto al primer grupo de desembarco, a principios de septiembre de 1854.

## Balaklava y la carga de la Brigada Ligera
Una vez comenzada la batalla de Balaklava, Nolan fue el encargado de transmitir las órdenes del general Raglan a su superior Lucan. Tras un mensaje supuestamente erróneo, o malentendido, y tras 40 minutos de discusión, Lucan ordenó a la Brigada Ligera marchar contra las baterías rusas. Cardigan afirmó que Lucan le había ordenado atacar a pesar de señalarle la artillería rusa. Lucan, por su parte, afirmó que le dijo a Cardigan de retirarse de la batalla " si no hay oportunidad de tomar el objetivo ". De todos modos la Brigada desenfundó sus espadas y avanzó hacia el valle de la muerte al frente de Cardigan. Nolan pidió explícitamente unirse a la Brigada para cargar junto a ella. A medida que avanzaba la brigada ligera, los cañones rusos abrieron fuego, y una esquirla golpeó a Nolan en el pecho. Su caballo retrocedió y Nolan cayó de la silla de montar muerto.
La artillería rusa continuó disparando a la Brigada Ligera. Cuando Lucan, que venía detrás con la Brigada Pesada, vio a la Ligera ser destrozada por la artillería rusa ordenó retroceder diciendo que «han sacrificado la brigada ligera, No tendrán a la Pesada, si puedo evitarlo». El resto de la brigada ligera finalmente llegó a la artillería rusa, causando estragos en los artilleros que huían, antes de proseguir con la caballería cosaca que estaba detrás. Los rusos finalmente lograron derrotar al enemigo. El resultado de la carga de la caballería fue de 110 muertos, 130 heridos y 58 desaparecidos o capturados en los 20 minutos que duró la acción.

## Legado
En el momento de su muerte, Nolan era el último miembro varón de su familia, y la línea murió con él. Algunos amigos erigieron una placa en su memoria en la Iglesia de la Santísima Trinidad en Maidstone, aunque su cuerpo permaneció en la península de Crimea. La mayor parte de sus posesiones fueron dadas al coronel Key, incluyendo los derechos de autor de  Caballería : Su Historia y Tácticas  su casa en Londres y sus intereses en el Adelphi Raíces en Tobago.